# Amorphoscelidae
Amorphoscelidae (лат.) — семейство насекомых из отряда богомоловых (Mantodea).

## Описание
Передние голени без шипиков. Проторакс субквадратный или слегка длиннее своей ширины.

## Ареал
Встречаются в Австралии, Азии, Африке, Южной Европе. Известен как минимум один ископаемый вид — Amorphoscelites sharovi Gratshev & Zherikhin, 1994 из меловых отложений Бурятии.
Виды Европы
- Perlamantis allibertii Guérin-Ménéville, 1843 — Европа (Испания, Франция), Северная Африка (Алжир, Ливия, Марокко, Тунис)[5].

## Классификация
На февраль 2020 года к семейству относят следующие таксоны до рода включительно:
- Подсемейство Amorphoscelinae
  - † Amorphoscelites Gratshev & Zherikhin, 1994
  - Триба Amorphoscelini
    - Amorphoscelis Stål, 1871
    - Bolivaroscelis Roy, 1973
    - Caudatoscelis Roy, 1973
    - Gigliotoscelis Roy, 1973
    - Maculatoscelis Roy, 1973
- Подсемейство Perlamantinae
  - Триба Perlamantini
    - Paramorphoscelis Werner, 1907
    - Perlamantis Guerin-Meneville, 1843
- Подсемейство Paraoxypilinae
  - Триба Paraoxypilini
    - Cliomantis Giglio-Tos, 1913
    - Exparoxypilus Beier, 1929
    - Gyromantis Giglio-Tos, 1913
    - Metoxypilus Giglio-Tos, 1913
    - Myrmecomantis Giglio-Tos, 1913
    - Nesoxypilus Beier, 1965
    - Paraoxypilus Saussure, 1870
    - Phthersigena Stål, 1871